# Környezettörténet
A környezettörténet (angolul environmental history) az emberi társadalom és a természeti környezet kapcsolatát vizsgáló tudományterület. A környezettörténet kifejezést a tudományos közéletben elsőként az amerikai Roderick Nash használta, amikor 1970-ben Amerika környezettörténete címmel új egyetemi kurzust hirdetett meg a Kaliforniai Egyetemen Santa Barbarában. Az ember környezeti-természeti hatását értelmező és értékelő ökologikus gondolkodás azonban egyidős az emberi történelemmel. Az európai gyökerű ökologikus környezetszemlélet két meghatározó tradícióból táplálkozik, részint a zsidó-keresztény hagyományból, részint pedig a görög tudományos gondolkodás eredményeiből.